# Peter Welch (político)
Peter Francis Welch (n. Springfield, Massachusetts; 2 de mayo de 1947) es un abogado y político estadounidense que ejerce como senador de los Estados Unidos por Vermont desde 2023, anteriormente fue representante de los Estados Unidos por el distrito congresional at-large de Vermont desde 2007 a 2023. Es miembro del Partido Demócrata y ha sido una figura importante en la política de Vermont durante más de tres décadas.
En 1990 se postuló para gobernador de Vermont, pero perdió por poco las elecciones generales ante el republicano Richard A. Snelling. Después de su derrota, volvió a ejercer la abogacía hasta 2001 cuando fue nombrado para llenar una vacante en el Senado de Vermont. Fue reelegido en 2002 y 2004 y se desempeñó como presidente del Senado de 2003 a 2007. En 2006, Welch fue elegido para la Cámara de Representantes de los Estados Unidos, reemplazando a Bernie Sanders, quien fue elegido para el Senado de los Estados Unidos.
En 2021, anunció su candidatura para la nominación demócrata en las elecciones de 2022, para ocupar el escaño del senador Patrick Leahy, quien anunció su retiro en noviembre. Es el segundo demócrata electo para representar a Vermont en el Senado.

## Biografía
Nació el 2 de mayo de 1947, en Springfield, en Massachusetts. Estudió en la Cathedral High School y en la College of the Holy Cross, en donde obtuvo su bachiller universitario en letras. En 1973, se graduó de la Facultad de Derecho de Berkeley, ubicada en California, en donde consiguió su doctorado en derecho.
Poco después de haber completado sus estudios, se mudó a White River Junction, en Vermont, cerca de la frontera con Nuevo Hampshire, en el condado que más tarde representaría en el senado estatal.

### Gobierno de Vermont

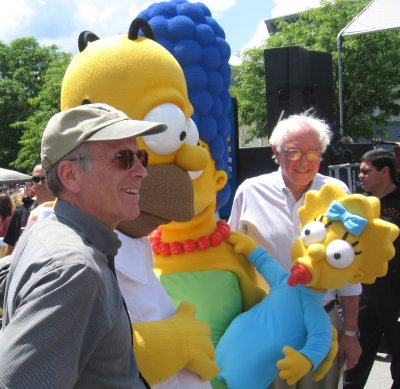
Welch y el senador demócrata Bernie Sanders.

En 1980, se postuló con éxito al Senado de Vermont, asumiendo el cargo en enero de 1981.
A principios de 1983, fue elegido Líder de la minoría, cargo que ocuparía hasta 1985, cuando fue elegido presidente pro tempore.
En 1988, buscó la nominación demócrata para ocupar el escaño que dejaba Jim Jeffords en la Cámara de Representantes, pero perdió las primarias ante Paul Poirier con un margen de diferencia del 0,82%.
En 2001, el gobernador de Vermont, Howard Dean, lo nombró senador estatal nuevamente por el condado de Windsor. Fue electo en 2002 y reelecto en 2004, sirviendo otra vez como presidente pro tempore.

### Cámara de Representante de Estados Unidos

#### Elecciones
En 2006, fue elegido representante por el distrito at-large de Vermont, reemplazando a Bernie Sanders, quien se postuló para senador por el mismo estado. Ganó las primarias demócratas con 34 706 votos y las elecciones generales con 139 815, venciendo a la republicana Martha Rainville.
Fue reelegido en 2008 sin oposición alguna de los principales partidos, derrotando con facilidad a los candidatos independientes.
Buscó un tercer mandato en 2010, ganando las elecciones con un 64,6 % de los votos.
Se presentó nuevamente para las elecciones de 2012, logrando obtener entre un 70 y un 80 % de los votos en siete condados, y entre un 60 y 70 % en las jurisdicciones restantes. Ganó a nivel estatal con el 72 % de los votos.
En las primarias realizadas en 2014, fue el único candidato en la boleta y obtuvo 19 248 votos. Ganó las elecciones generales, derrotando al republicano Mark Donka.
Triunfó de forma aplastante en las elecciones de 2016 y de 2018, así como también en las elecciones de 2020, consiguiendo su octavo mandato.

#### Asignaciones de comité
En el 117.° Congreso, sirve en los siguientes comités: 
- Comité de Inteligencia
  - Subcomité de Contraterrorismo, Contrainteligencia y Contra proliferación
  - Subcomité de Inteligencia de Defensa y Apoyo a los Combatientes
- Comité de Supervisión y Reforma Gubernamental
  - Subcomité de Seguridad Nacional
- Comité de Energía y Comercio
  - Subcomité de Comunicaciones y Tecnología
  - Subcomité de Energía
  - Subcomité de Salud

#### Membresías de caucus
- Caucus de Soluciones Climáticas
- Caucus de Arte del Congreso
- Caucus de Biomasa del Congreso (copresidente)
- Caucus de Granjeros Lecheros del Congreso (copresidente y fundador)
- Caucus del Congreso sobre NextGen 9-1-1
- Caucus Progresista del Congreso
- Caucus del Medicare para todos
- Caucus del Clima Seguro

### Vida personal
En 1986, contrajo matrimonio con Joan Smith, quien murió de cáncer en 2004. En 2009 se casó con Margaret Cheney, exmiembro de la Cámara de Representantes de Vermont.